# Contea di Geneva
La contea di Geneva, in inglese Geneva County, è una contea dello Stato dell'Alabama, negli Stati Uniti. La popolazione al censimento del 2000 era di 25.764 abitanti. Il capoluogo di contea è Geneva.
Nel 2022 i residenti hanno votato e non è più una dry county.

## Geografia fisica
La contea si trova nella parte meridionale dell'Alabama e confina a sud con la Florida. Lo United States Census Bureau certifica che l'estensione della contea è di 1.499 km², di cui 6 km² di acque interne.

### Laghi e fiumi
La contea comprende i seguenti laghi e fiumi:
| Laghi | Fiumi |
| --- | --- |
| - Cook Pond - Faulk Millpond - Burgess Pond - Burch Pond - Victoria Lake - Ponderosa Pond - Pigeon Pond - Hartford Lake | - Hurricane Creek - Ice Factory Branch - Indian Branch - Snake Branch - Soapstone Branch - Peacock Branch - Burch Creek - Bridge Branch - Dowling Branch |

### Contee confinanti
- Contea di Dale - nord
- Contea di Houston - nord-est/est
- Contea di Jackson (Florida) - sud-est
- Contea di Holmes (Florida) - sud
- Contea di Walton (Florida) - sud-ovest
- Contea di Covington - ovest
- Contea di Coffee - nord/nord-ovest

## Principali strade ed autostrade
- State Route 27
- State Route 52
- State Route 54
- State Route 85
- State Route 87

## Storia
La contea di Geneva fu creata il 26 dicembre 1868. Il nome della contea deriva dalla omonima città, che nel 1868 (anno di fondazione della contea) risultava la città più popolosa della neonata contea. La città venne fondata da Henry Yonge, che le diede il nome della città di nascita della moglie, Geneva nello Stato di New York.
La contea venne dichiarata area disastrata nel settembre 1979 a causa dei danni creati dall'uragano Frederic.

## Società

### Evoluzione demografica
Abitanti censiti (migliaia)

## Comuni[8]
- Black - town
- Coffee Springs - town
- Eunola - CDP
- Geneva (capoluogo) - city
- Hartford - city
- Malvern - town
- Samson - town
- Slocomb - city
- Taylor - city[9]